# Стефан Гартенманн
Стефан Гартенманн (дан. Stefan Gartenmann, нар. 2 лютого 1997, Роскілле, Данія) — данський футболіст, центральний півзахисник угорського клубу «Ференцварош».

## Ігрова кар'єра

### Клубна
Стефан Гартенманн народився у місті Роскілле і є вихованцем місцквого клубу «Роскілле». Влітку 2013 року футболіст перейшов до академії нідерландського клубу «Геренвен». Сезон 2015/16 футболіст почав як гравець основи. Але так і не зіграв жодного матчу в першій команді. І в 2017 році повернувся до Данії, де підписав трирічний контракт з клубом «Сеннер'юск». У серпні того року Гартенманн вперше вийшов на поле у чемпіонаті Данії. У 2020 році разом з клубом Гартенманн виграв Кубок Данії.
Влітку 2022 року футболіст на правах вільного агента перейшов до «Мідтьюлланна», з яким підписав трирічний контракт.
Сезон 2023/24 Гартенманн провів в оренді в шотланському клубі «Абердін». Після закінчення оренди, захисник залишив «Мідтьюлланн» і перебрався до угорського «Ференцвароша».

### Збірна
З 2012 року Стефан Гартенманн захищав кольори юнацьких та молодіжної збірних Данії.

## Досягнення
Сеннер'юск
 Переможець Кубка Данії: 2019/20
Ференцварош
 Чемпіон Угорщини: 2024/25